# Макс Фукс
Макс Фукс (нім. Max Fuchs) — німецький офіцер, майор резерву вермахту. Кавалер Німецького хреста в золоті.

## Нагороди
- Залізний хрест
  - 2-го класу (31 липня 1940) — як лейтенант резерву 6-ї роти 2-го батальйону 42-го піхотного полку 46-ї піхотної дивізії.
  - 1-го класу (18 листопада 1941)
- Штурмовий піхотний знак в сріблі (24 грудня 1941)
- Нагрудний знак «За поранення»
  - в сріблі (24 грудня 1941)
  - в золоті (20 березня 1945) — як майор резерву 1-го батальйону 72-го піхотного полку 46-ї піхотної дивізії.
- Медаль «За зимову кампанію на Сході 1941/42» (6 січня 1942)
- Німецький хрест в золоті (29 серпня 1942) — як обер-лейтенант резерву і командир 11-ї роти 3-го батальйону 42-го піхотного полку 46-ї піхотної дивізії.
- Кримський щит (1 жовтня 1942)
- Медаль «Хрестовий похід проти комунізму» (Румунія) (1 лютого 1943)
- Нагрудний знак ближнього бою в бронзі (20 січня 1944)